# Hugo Fragoso
Doutor Frei Hugo Fragoso Batista O.F.M. (Teixeira, 16 de julho de 1926 — Salvador, 2 de novembro de 2016) foi religioso franciscano e professor universitário brasileiro.

## Biografia
Nasceu Luiz Fragoso Batista no município de Teixeira, Paraíba, no sítio Riacho Verde, o quarto dos seis filhos do casal de agricultores Maria José Batista da Costa e José Fragoso da Costa. Dois irmãos de Frei Hugo também seguiram carreira religiosa: Antônio Fragoso, o mais velho, que foi bispo da Diocese de Crateús, e José Fragoso Filho, que vestiu o hábito dos Carmelitas sob o nome de Frei Domingos Fragoso.
De 1939 a 1941, o jovem Luiz estudou o curso ginasial no Colégio Seráfico de São Pedro Gonçalves em João Pessoa, capital paraibana, seguindo logo após, de 1942 a 1944, para o curso clássico em Lagoa Seca. Ingressou no noviciado em 1945, em Olinda, Pernambuco, e, por costume das ordens religiosas, trocou o nome de batismo para Hugo. Emitiu os primeiros votos em 1946, os votos solenes em 1949, e foi ordenado presbítero em 1951, seguindo logo depois para Roma, onde morou até 1956 e doutorou-se em História da Igreja pela Pontifícia Universidade Antonianum.
De volta ao Brasil, Frei Hugo tornou-se lente da Faculdade Franciscana de Teologia, em Salvador, até 1967. Lecionou também História da Igreja no Instituto Teológico do Recife, do qual foi membro co-fundador. Retornou à capital baiana, onde ensinou História da Igreja, na Universidade Católica de Salvador de 1970 a 1991.  Foi Professor visitante do Instituto de Teologia de Ilhéus e de Fortaleza, Ceará. Fez Parte da Comissão de Estudos da História da Igreja da América Latina (CEHILA), cujo objetivo era proceder a uma releitura e reelaboração da História da Igreja a partir do povo, dos indígenas e do excluído.
Em 2003, publicou o livro São Francisco do Paraguaçu – Uma História Sepultada sob Ruínas, além de uma série de monografias sobre a História do Brasil e da Ordem Franciscana.
No âmbito religioso, Prestou o serviço de assistência espiritual as Fraternidades de OFS do Convento de São Francisco e da Pequena Família Francisca (PFF) em Salvador até quando, impossibilitado pela idade e saúde frágil, recolheu-se à Enfermaria do Convento de São Francisco na capital baiana.